# Sluistoren
De Sluistoren is een bouwwerk in de tot de Vlaams-Brabantse gemeente Zemst behorende plaats Weerde, gelegen aan de Watermolenstraat.

## Geschiedenis
De eerste watermolen op de Zenne (de Weerdermolen) werd omstreeks 1250 gebouwd. Deze onderslagmolen fungeerde als korenmolen. De molen werd in 1297 verkocht aan Boudewijn van Echove en Daniël Bouchout. Dezen mochten een sluis in de Zenne bouwen. Ook de Sluistoren werd toen gebouwd. De sluis stuwde het water stroomopwaarts op te stuwen en het via een omleiding aan de watermolen toe te voeren. In 1360 werden de molen en de sluis geschonken aan de Abdij van Grimbergen. In 1513 werd het complex aangekocht door de stad Brussel. In 1591 werd de molen verbouwd om ook als volmolen dienst te kunnen doen.
In 1639 werd op de tegenoverliggende oever van de Zenne nóg een volmolen gebouwd. De stad Brussel namelijk kende een bloeiende lakennijverheid, waartoe veel volmolens nodig waren. Iets voor 1745 werden niet alleen wollen stoffen, maar werd ook zeemleder gevold.
In 1818 werden de molens openbaar verkocht om met de opbrengst de door brand verwoeste Muntschouwburg te herbouwen. De koper, Henri François Stellemans, bouwde de molen om tot bloemmolen. Omstreeks 1910 werd de molen stilgelegd. In augustus 1914 vonden beschietingen plaats door de Duitse bezetter. De molens en de sluis werden vernield. Slechts ruïnes bleven over.
De ruïne van de zandstenen Sluistoren werd in 1979 beschermd en in 2008-2011 gerestaureerd.